# Браун, Пьер Йозеф
Пьер Йозеф Браун (нем. Pierre Josef Braun или нем. Pierre Braun, 1959) — немецкий ботаник.

## Биография
Пьер Йозеф Браун родился в 1959 году.
Браун занимался изучением Кактусовых Южной Америки.
Он занимался также изучением Кактусовых Бразилии.

## Научная деятельность
Пьер Йозеф Браун специализируется на семенных растениях.

## Некоторые публикации
- 2004. Braun, P.J.; E.E. Pereira. Pilosocereus mollispinus - A new species of Cactaceae from the state of Goiás and comments on other Pilosocereus species from Central Brazil. CSSA Vol. 76, marzo-abril de 2004 Nº 2.
- 2001. Braun, P.J.; E.E. Pereira. Cacti of Brazil, with remarks to other succulents and xeromorphic bromeliads. Schumannia 3. 235 pp., 194 ilustr. ISBN 3-89598-830-8.

## Почести
Род растений Pierrebraunia Esteves семейства Кактусовые был назван в его честь. В его честь был также назван вид растений Pierrebraunia brauniorum Esteves семейства Кактусовые.